# 黃斑蔭眼蝶
黃斑蔭眼蝶（學名：Neope pulaha），在台灣又稱阿里山黃斑蔭蝶，是屬於蛺蝶科眼蝶亞科的一種蝴蝶，是蔭眼蝶屬的一種。分佈於印度至台灣一帶。生活於樹林，尤其會在竹林中出沒，常在樹幹、屋簷下棲息。展翅寬54-62毫米。

## 分佈
黄斑荫眼蝶主要分佈於不丹、印度（錫金、阿薩姆）、緬甸、尼泊爾東部、中國（西藏南部、四川、雲南、湖北、浙江、江西、河南、陝西）和台灣等地。

## 外型

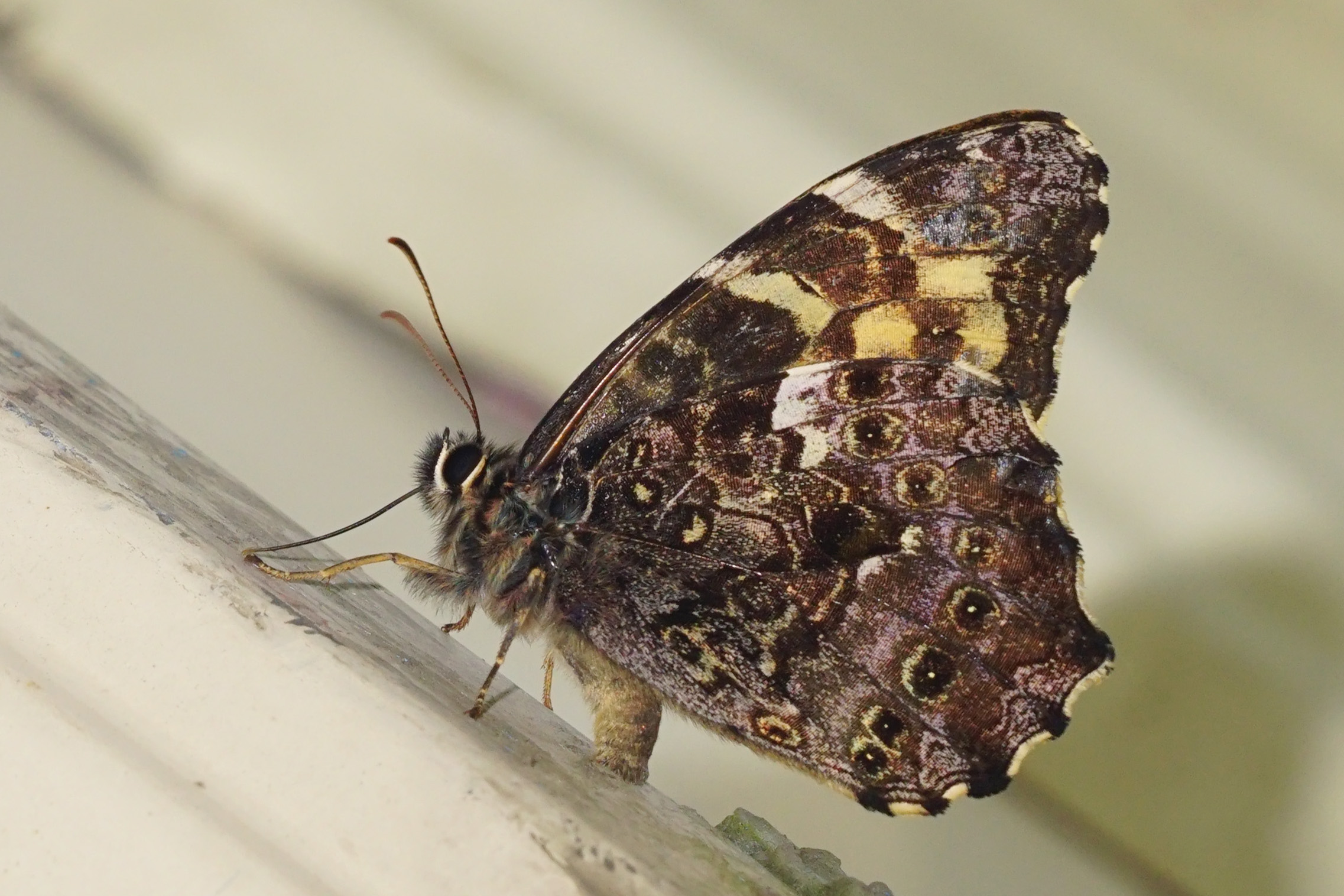
台灣產亞種

黄斑荫眼蝶的軀體背面呈暗褐色，腹面於胸部呈褐色，腹部呈灰白或淺褐色。下唇鬚兩側鑲白紋。前翅形近直角三角形，前緣、外緣略呈弧形；後翅接近扇形，外緣略呈波狀，於M3脈末端有短尾突。翅面呈褐色，後翅後側顏色略淺，部分翅脈呈黃色，前後翅沿外緣有黃色細帶，亞外緣有一列黃色眼紋；翅底亦為褐色，前後翅沿外緣有黑色細帶，亞外緣有模糊的眼紋列，後翅有眼斑7個，前翅後側的明顯擴大，眼紋變得模糊且呈方形，後翅基部附近有三個暗色小圓紋，中央黃色。雄蝶於前翅CuA2室有條狀性標兩條，前後相接，緣毛黃褐相間。雌蝶翅膀的顏色比雄蝶深。

## 習性
黄斑荫眼蝶通常可見於4月至9月，一年可能有兩代。飛翔活潑且快速，出沒於中至高海拔（1000-3000米）的森林林緣、竹林，尤其常綠闊葉林和箭竹林。

## 亞種
- N. p. pulaha - 指名亞種，分佈於印度西北部、阿薩姆邦及緬甸
- N. p. didia (Fruhstorfer, 1909) - 分佈於台灣[3]
- N. p. pandyia (Talbot, 1947) - 分佈於尼泊爾西部至喜馬拉雅山脈西北部[4]
- N. p. emeinsis Li, 1995 - 分佈於四川西部[5]
- N. p. nuae Huang, 2002 - 分佈於雲南[6]

## 腳註
1. 1 2  徐堉峰. . 台灣: 晨星出版有限公司. 2013年3月10日: 330-331. ISBN 9789861776682 （中文（臺灣））.
2. 1 2  許家珠、魏煥志、賴平芳. . 中國: 陝西科學技術出版社. 2010年6月. ISBN 9787536947801 （中文（简体））.
3. ↑  Fruhstorfer, 1909 Neue Rhopaloceren von Formosa Soc. ent. 24 (16) : 121
4. ↑  Talbot, 1947 Fauna of British India including Ceylon and Burma. (Danaidae, Satyridae, Amathusiidae, and Acraeidae) Fauna Br. Ind., Butt. (2nd ed.) 2: 233
5. ↑  Huang, 2002 Some new satyrids of the tribe Lethini from China Atalanta 33 (3/4) （页面存档备份，存于） : 362
6. ↑  Huang, 2003 A list of butterflies collected from Nujiang (Lou Tse Kiang) and Dulongiang, China with descriptions of new species, and revisional notes Neue Ent. Nachr. 55 （页面存档备份，存于） : 94 (note), f. 152

## 外部連結
- 维基共享资源上的相關多媒體資源：黃斑蔭眼蝶
- 維基物種上的相關：黃斑蔭眼蝶
- Neope pulaha （页面存档备份，存于） - funet.fi
- Neope pulaha - NSG's DNA sequences database
- Neope pulaha - Catalogue of Life